# I Was Born to Love You
I Was Born to Love You är en låt av den brittiska sångaren Freddie Mercury, utgiven 1985 på albumet Mr. Bad Guy. Låten skrevs av Freddie Mercury och släpptes som singel den 8 april 1985. Efter Mercurys död omarbetade de övriga Queen-medlemmarna låten för att sedan ge ut den på albumet Made in Heaven 1995. Låten släpptes då igen som singel, dock endast i Japan, den 28 februari 1996. 

## Medverkande

### Originalversionen
- Freddie Mercury - sång, piano, synthesizer
- Fred Mandel – piano, synthesizer, gitarr
- Paul Vincent – leadgitarr
- Curt Cress – trummor
- Stephan Wissnet – elbas, Fairlight CMI
- Reinhold Mack – Fairlight CMI

### Queen-versionen
- Freddie Mercury - sång, piano, keyboard
- Brian May - leadgitarr, keyboard
- Roger Taylor - trummor, percussion
- John Deacon - elbas